# Ray W. Jones
Ray Williams Jones (Remsen, 5 aprile 1855 – Seattle, 1º agosto 1919) è stato un politico statunitense. Nato nello stato di New York, si trasferì nel Minnesota, dove divenne vicegovernatore sotto i governatori Samuel Van Sant e John Albert Johnson, dal 5 gennaio 1903 al 5 gennaio 1907. Sua moglie si chiamava Pauline B. Spitzley. Morì nel 1919 a Seattle.